# Stictoptera nigrotincta
Stictoptera nigrotincta là một loài bướm đêm trong họ Noctuidae.